# Костел і монастир кармеліток взутих (Львів)
Костел Святої Агнеси і монастир кармеліток взутих — колишня культова споруда у Львові. 
Початково барокова, перебудована у стилі класицизму. Має статус пам'ятки архітектури національного значення (охоронний номер 1321). Розташовується на нинішній вулиці Стефаника, 2 і використовується науковою бібліотекою імені Стефаника.

## Поява кармеліток і перший монастир
Перша в Речі Посполитій спільнота кармеліток взутих (офіційна назва Кармелітки давньої обсервації) заснована у Львові 1632 року. 1635 офіційно долучена до кармелітської провінції. 1637 р. магістратом дозволено будувати дерев'яну обитель із костелом святої Аґнеси поблизу чоловічого монастиря кармелітів на вулиці Гончарській (нинішня Князя Романа). 1638 року перших 5 монахинь остаточно прийняли чернечі обіти, а настоятелькою обрано Анелю Дуніну-Шпотівну. Під час облоги Львова військами Богдана Хмельницького монастир, на відміну від багатьох інших передміських, спалено не було. Після облоги проведено ремонтні роботи, а пізніше частину будівель наново вимуровано вже з каменю.

## Монастир під горою Шембека
Обитель ставала занадто тісною для згромадження, що зростало, і 1671 року Олександр Януш Заславський подарував сестрам ділянку поблизу північного схилу гори Шембека. 1672 року ще перед початком будівництва кармелітки були змушені втікати до Кракова, рятуючись перед загрозою турецького нападу. Будівництво розпочалось 1674 року, а кармелітки повернулись до Львова уже в 1677 році, коли новий дерев'яний монастир було завершено. 1687 року монастир долучено до щойноствореної Руської провінції Кармелітів давньої обсервації. Наступного року три сестри виїхали до Дубна для заснування другого на теренах Польщі монастиря. 1711 року до монастиря вступила Катерина Белзецька — донька белзького стольника Адама Белзецького. Від неї монастир отримав 60 тис. золотих посагу, що дозволило розпочати будівництво нового мурованого костелу та монастиря. Нові споруди зведено у 1714—1716 роках за проєктом невідомого архітектора. 1729 року мурований костел святої Аґнеси освятив львівський латинський архієпископ Ян Скарбек. 
17 грудня 1735 року в костелі та монастирі сталась пожежа. У 1743—1759 роках храм суттєво перебудовано за проєктом Бернарда Меретина. Змінено фасад та форму головного купола. Відомо, що у 1742 p. Меретин навіть мешкав при цьому монастирі. У 1751—1753 роках збудовано монастирський бровар, а у 1753—1756 роках виконано розписи інтер'єру костелу. 1782 року монастир скасовано. Кілька монахинь перебрались до дубненського монастиря інші оселились при львівських монастирях бенедиктинок, сакраменток та шариток.

## Будівля після касації
Після вигнання кармеліток будівлю спочатку віддано римо-католицькій семінарії, котру однак невдовзі переселили до львівського монастиря кармеліток босих. Після цього тут розміщувались військові склади і пекарня. Колишній монастир пережив дві пожежі у 1804 і 1812 роках. 1817 року руїни викуплено Юзефом Максиміліаном Оссолінським, який замовив у придворного австрійського архітектора Петра Нобіле проєкт перебудови. Проєкт розроблявся протягом 1817—1819 років. Перебудовою у 1827—1830 роках керував інженер Юзеф Бем, котрий водночас спростив надто коштовний проєкт і адаптував його до існуючих умов. 1830 року архітектор і скульптор Фридерик Бауман оздобив інтер'єри стукковою декорацією. Пізніше, у 1830—1840 роках будівництвом займався Йоган Зальцман, а у 1840—1850 — Вільгельм Шмід. 1845 року художник А. Бенедетті виконав внутрішні розписи купола із застосуванням військової атрибутики. У 1891—1892 роках відбулась ще одна реконструкція за проєктом Людвіка Рамулта і Лукаша Бодашевського. Виконано нові обрамування вікон і декорацію ітер'єрів книгосховища. Початково барокова споруда, внаслідок перебудов набула типово класицистичного вигляду і вважається одним з найкращих зразків зрілого класицизму у Львові. 1918 року знову зазнала ушкоджень під час обстрілу.
Будівля використовувалась Науковим закладом Оссолінських. Нині тут головний корпус наукової бібліотеки імені Стефаника. Будівля має статус пам'ятки архітектури національного значення з охоронним номером 1321, а також внесена 23 вересня 2008 року до переліку памʼяток культурної спадщини, що не підлягають приватизації.

## Архітектура
Нинішня споруда складається із двох основних об'ємів. Перший — великий двоповерховий п-подібний корпус, у курдонері якого знаходиться ризаліт парадного входу бібліотеки. Другий — це колишній костел із трикутним портиком у місці колишнього головного входу. У зовнішньому оздобленні використано колони (ризаліт парадного входу, портик костелу) та півколони (фасад з боку вулиці Стефаника) коринфського ордеру. Колишній костел увінчаний куполом на еліптичному барабані, його портик — трикутним фронтоном.